# Butler Rocks
Die Butler Rocks sind zwei 910 m hohe Nunatakker, die 4 km südwestlich des Vanguard-Nunatak in der nördlichen Forrestal Range in den Pensacola Mountains aufragen.
Der United States Geological Survey kartierte sie mittels Vermessungen und anhand von Luftaufnahmen der United States Navy zwischen 1955 und 1966. Das Advisory Committee on Antarctic Names benannte sie 1968 nach dem US-amerikanischen Aerographen William A. Butler, der zur Besetzung der Ellsworth-Station im Winter 1957 gehörte.